# مارون الراس
مارون الراس (به عربی: مارون الراس) یک منطقهٔ مسکونی در لبنان است که در شهرستان بنت جبیل واقع شده‌است.
 مارون الراس   ۹۴۵ متر بالاتر از سطح دریا واقع شده‌است.